# Esteban Echeverría (município)
Esteban Echeverría (partido) é um partido (município) da província de Buenos Aires, na Argentina. Possuía, de acordo com estimativa de 2019, 364.641 habitantes.

## História
| 3 de abril de 1889     | Fundação de Monte Grande, como parte do município de Lomas de Zamora. |
| 20 de julho de 1889    | Fundação da estação ferroviária em Monte Grande, linha Temperley–Cañuelas. |
| 8 de fevereiro de 1911 | Criação da localidade de Canning. |
| 9 de abril de 1913     | Criação do município de Esteban Echeverría, a partir de terras pertencentes ao município de Lomas de Zamora, com Monte Grande como capital. Enrique Santamarina foi nomeado primeiro comissário do novo município. |
| 6 de novembro de 1926  | Criação da localidade de Luis Guillón. |
| 23 de setembro de 1951 | Criação da localidade de El Jagüel. |
| 18 de setembro de 1978 | Criação da localidade de Nueve de Abril. |
| 1994                   | Criação do município de Ezeiza a partir da divisão do território do município de Esteban Echeverría. As localidades de Tristán Suárez, La Unión, Ezeiza e parte de Canning passaram a fazer parte do novo município. Esteban Echeverría ficou constituído por cincos localidades: Monte Grande, Canning, Luis Guillón, El Jagüel e Nueve de Abril, com uma extensão total de 120 km². |